# Bruna Pizzini
Bruna Pizzini (fl. XX secolo) è stata una velocista e ostacolista italiana.

## Biografia
Nel 1921 migliorò il record italiano dei 60 metri piani all'aperto portandolo a 8"1/5. Nel 1924 conquistò la sua prima medaglia ai campionati italiani di atletica leggera, un argento nei 250 metri piani.
Nel 1925 fu campionessa italiana in quattro specialità: 400 metri piani, 83 metri ostacoli, staffetta 4×75 metri e staffetta 4×200 metri. L'anno successivo tornò a salire sul gradino più alto del podio ai campionati italiani nei 250 e 400 metri piani e nella staffetta 4×75 metri e conquistò inoltre i nuovi record italiani nei 200 metri piani (28"2/5), 400 metri piani (1'04"3/5) e staffetta 4×100 metri (55"2/5).

## Record nazionali
- 60 metri piani: 8"1/5 ( Busto Arsizio, 25 settembre 1921)
- 200 metri piani: 28"2/5 ( Milano, 11 luglio 1926)
- 400 metri piani: 1'04"3/5 ( Milano, 11 luglio 1926)
- Staffetta 4×100 metri: 55"2/5 ( Legnano, 1º agosto 1926), con Luigia Bonfanti, Maria Bonfanti, Bice Ceriani

## Progressione

### 80 metri piani
| Stagione | Tempo  | Luogo   | Data      | Rank. Ita. |
| -------- | ------ | ------- | --------- | ---------- |
| 1924     | 11"0   | Bozzolo | 29-6-1924 | 3ª         |
| 1923     | 11"0   | Milano  | 17-6-1923 | 6ª         |
| 1922     | 11"0   | Milano  | 18-6-1922 | 6ª         |
| 1921     | 11"1/5 | Monza   | 6-11-1921 | 3ª         |

### 200 metri piani
| Stagione | Tempo  | Luogo  | Data      | Rank. Ita. |
| -------- | ------ | ------ | --------- | ---------- |
| 1926     | 28"2/5 | Milano | 11-7-1926 | 1ª         |
| 1925     | 29"3/5 | Milano | 17-5-1925 | 1ª         |
| 1924     | 29"4/5 | Milano | 21-9-1924 | 1ª         |
| 1923     | 29"4/5 | Milano | 16-9-1923 | 1ª         |

### 400 metri piani
| Stagione | Tempo    | Luogo  | Data      | Rank. Ita. |
| -------- | -------- | ------ | --------- | ---------- |
| 1926     | 1'04"3/5 | Milano | 11-7-1926 | 1ª         |
| 1925     | 1'07"3/5 | Milano | 12-7-1925 | 2ª         |

## Campionati nazionali
- 1 volta campionessa italiana assoluta dei 250 metri piani (1926)
- 2 volte campionessa italiana assoluta dei 400 metri piani (1925, 1926)
- 1 volta campionessa italiana assoluta degli 83 metri ostacoli (1925)
- 2 volte campionessa italiana assoluta della staffetta 4×75 metri (1925, 1926)
- 1 volta campionessa italiana assoluta della staffetta 4×200 metri (1926)

1924
- Argento ai campionati italiani assoluti, 250 m - 39"1/5

1925
- Oro ai campionati italiani assoluti, 400 m - 1'09"3/5
- Oro ai campionati italiani assoluti, 83 m hs - 15"4/5
- Oro ai campionati italiani assoluti, staffetta 4×75 m - 42"3/5 (con Luigina Bonfanti, Rosetta Gariboldi, Maria Bonfanti)
- Oro ai campionati italiani assoluti, staffetta 4×200 m - 2'07"1/5 (con Amelia Schenone, Bice Ceriani, Giuseppina Vignati)

1926
- Oro ai campionati italiani assoluti, 250 m -38"1/5
- Oro ai campionati italiani assoluti, 400 m - 1'06"2/5
- Oro ai campionati italiani assoluti, staffetta 4×75 m - 42'2/5" (con Luigina Bonfanti, Amelia Schenone, Maria Bonfanti)
- Argento ai campionati italiani di corsa campestre